# Ceriagrion melanurum
Ceriagrion melanurum là một loài chuồn chuồn kim trong họ Coenagrionidae.
Ceriagrion melanurum được Selys miêu tả khoa học năm 1876.

## Hình ảnh

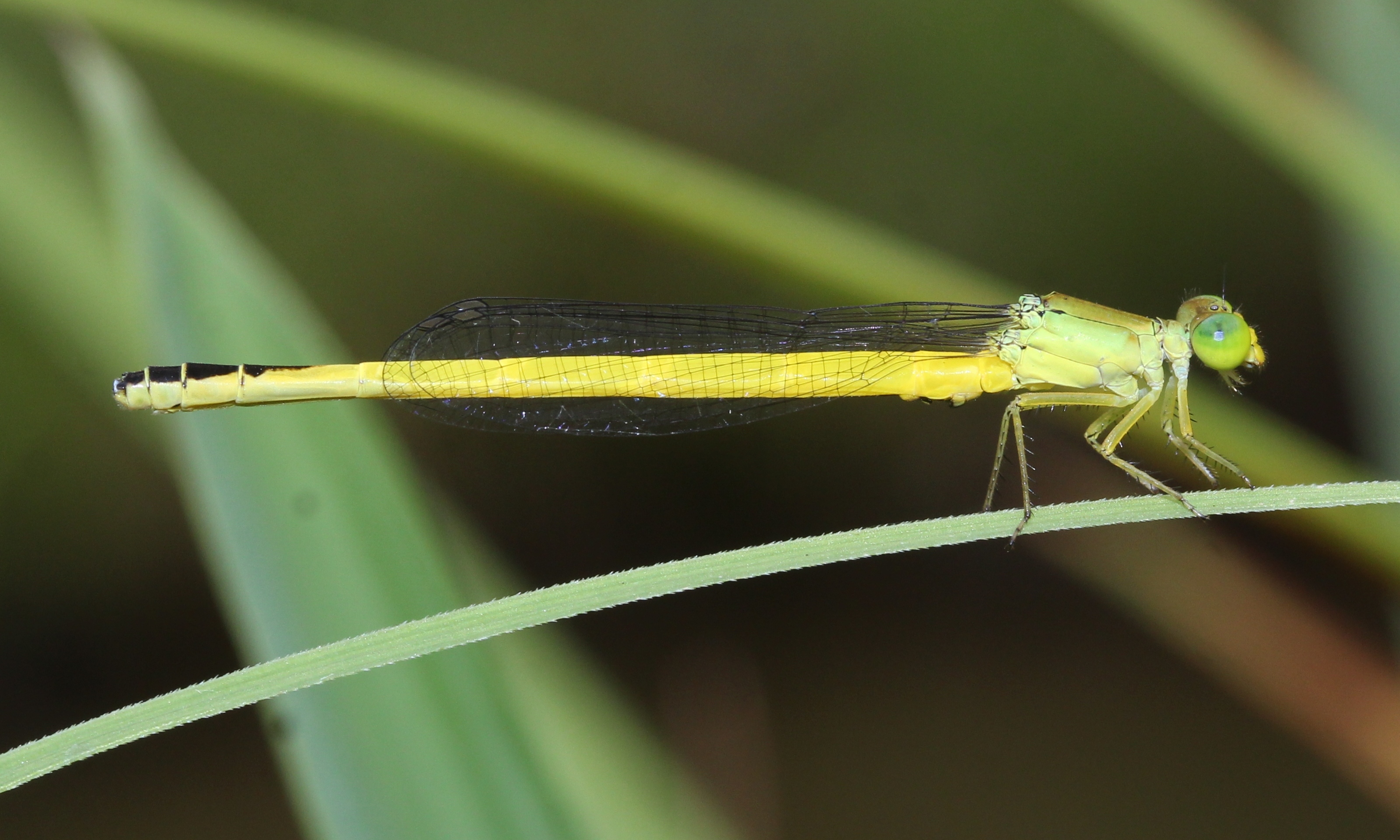
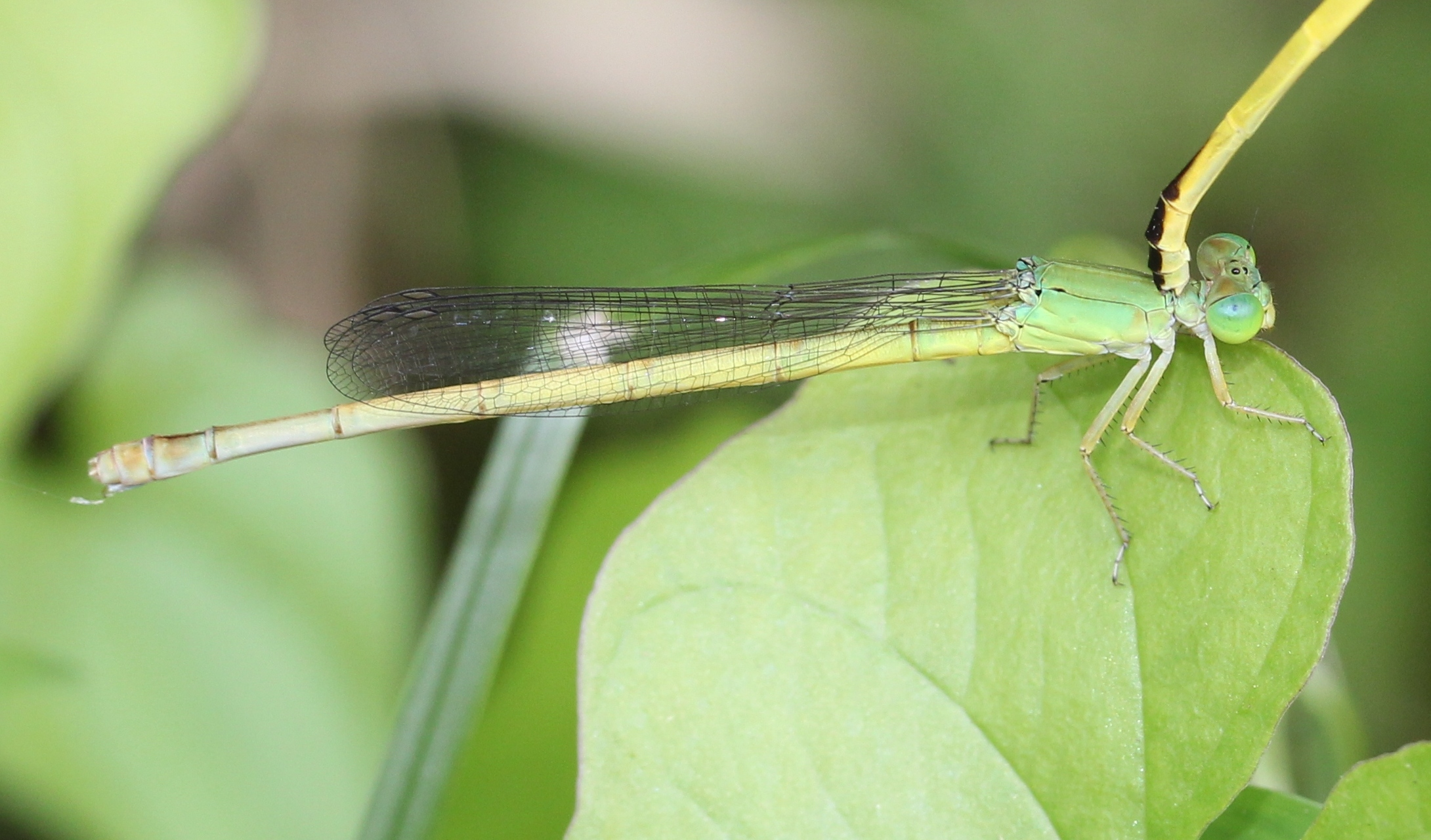